# Eurata helena
Eurata helena är en fjärilsart som beskrevs av Herrich-Schäffer 1854. Eurata helena ingår i släktet Eurata och familjen björnspinnare. Inga underarter finns listade i Catalogue of Life.